# Zăbala
Zăbala là một xã thuộc hạt Covasna, România. Dân số thời điểm năm 2002 là 4801 người.